# Nikone
Diego García Andanuche, conegut amb el nom artístic de Nikone, (Carabanchel, Madrid, 1993) és un cantant de música urbana, poeta i compositor madrileny. El seu estil característic mescla gèneres musicals com rap, reggae, pop i certs tons de flamenc. L'any 2013 va treure el primer àlbum-debut en solitari "Pa qué", l'any següent tragué "Patato" que dedicà al seu pare i continuà el 2015 amb "Birbibae". L'últim treball "Serendipia" fou amb el que es guanyà un públic més ampli i també feu una gira per tot Espanya. El 2017 va treure el seu primer àlbum en format físic "Onirikone". El cantant compta amb més de 200 milions de visualitzacions als seus vídeos penjats a la plataforma Youtube i té centenars de milers de subscriptors en les xarxes socials.